# Feedback (Lehren und Lernen)
Feedback in Lernprozessen ist eine zweckgerichtete Information, die Lernende erhalten, um ihren eigenen Lernfortschritt bzw. ihren eigenen Lernerfolg einschätzen zu können. Im Gegensatz zur reinen Betrachtung als Rückkanal im kommunikationstheoretischen Feedbackmodell ist Feedback in Lernprozessen als Teil eines Dialogs der beteiligten Akteure im Prozess des Lehrens und Lernens zu sehen.

## Definition
Feedback wird als Information verstanden, die von einer Person oder einem Medium (z. B. Lehrerin, Mitschüler, Buch, Eltern, Selbst, Erfahrung) über Aspekte der eigenen Leistung oder des eigenen Verständnisses bereitgestellt wird. Der Hauptzweck des Feedbacks besteht darin, die Abweichungen zwischen aktuellem Verständnis bzw. aktueller Leistung gegenüber einem Ziel zu verringern. Dialogorientiert ist Feedback dann, wenn Studierende wie Lehrende aktiv an Feedback teilhaben, Feedback geben und sich auf das erhaltene Feedback einlassen, um jeweils ihre Leistungen zu verbessern.

## Formen dialogorientierten Feedbacks
Feedback auf Leistungen
Leistungsorientiertes Feedback ist an verschiedenen Stellen eines Lernprozesses möglich. Steht es ganz am Ende, handelt es sich um ein summatives Feedback: „Wie gut wurden Lernziele erreicht?“ Anders als beim summativen Assessment wird nicht lediglich eine Note zur abschließenden Bewertung einer Leistung vergeben, sondern erhalten Lernende begleitende Erklärungen, die sie für die Betrachtung vergangener wie auch die Verbesserung zukünftiger Lernprozesse nutzen können.
Formatives Feedback („Wie gut ist man unterwegs zur Erreichung von Lernzielen?“) erfolgt lernbegleitend und setzt bereits Erreichtes in Beziehung zu bestehenden Zielen. Es bringt Lernende damit im laufenden Lernprozess in eine aktive Auseinandersetzung mit Lernzielen, Leistungsanforderungen und Bewertungskriterien. Erfolgt eine explizite, ggf. auch nur vorläufige Leistungsbewertung („als Note ausgedrückt wäre die Leistung …“) handelt es sich um formatives Assessment.
Peer-Feedback
Beim Peer-Feedback kommen Gleichrangige über Fachinhalte und den Lernprozess ins Gespräch. Es ist ein Dialog unter Lernenden anhand vorher festgelegter Kriterien, bei dem Feedback zu einer erbrachten Leistung anderer Studierender gegeben und der von Lehrenden initiiert und angeleitet wird. Eine Sonderform, bei der dieses Feedback notenrelevant sein kann, ist Peer Grading. Zu unterscheiden ist dies von Peer Instruction, welche keinen wertenden Charakter hat, sondern rein zur gemeinsamen Erarbeitung von Wissen dient.
Kollegiale Rückkopplung
Kollegiale Rückkopplung, auch Intervision oder interkollegiale Fallberatung genannt, ist ein Format des fachlichen Austausches unter Lehrenden, ohne definierte hierarchische Struktur. Für Lehrende an Hochschulen steht dabei der Lehralltag als gemeinsames Arbeitsgebiet im Fokus, d. h. die Kollegen können aus unterschiedlichen Fächern oder Disziplinen kommen.